# Бергонци, Карло
Ка́рло Берго́нци (13 июля 1924 — 25 июля 2014) — итальянский лирико-драматический тенор, которого прославили на весь мир партии в операх Джузеппе Верди. С 1960 по 1988 годы более 300 раз пел на сцене «Метрополитен-оперы» в Нью-Йорке.

## Биография
Родился в коммуне Полезине-Парменсе. В юности обучался игре на фортепиано и участвовал в оперных спектаклях. Обучаться вокалу начал в 14 лет в Пармской консерватории, первоначально как баритон. Во время Второй мировой войны был заключён в концлагерь на территории Германии как военнопленный. Когда был освобождён советскими солдатами, весил 80 фунтов (36 кг). После войны вернулся в Италию и продолжил обучение в консерватории Брешии. 
Профессиональный дебют Бергонци на оперной сцене как баритона состоялся в 1947 году в роли Фигаро в «Севильском цирюльнике». В 1951 году после переподготовки начал выступать как лирический тенор (причём день его первого выступления в качестве тенора ознаменовался также рождением у него старшего сына). В 1953 году впервые выступил в «Ла-Скала» (вместе с которым в 1964 году гастролировал в Москве), в 1956 году — в «Метрополитен-опере», в 1962 году — в «Ковент-Гардене». 
В репертуаре преобладали оперы Джузеппе Верди (числом не менее 19-ти). Хотя вплоть до старости он так и не решился взяться за драматичнейшую роль Отелло, Бергонци с успехом исполнял такие лирико-драматические партии, как Радамес в «Аиде», Манрико в «Трубадуре» и Альваро в «Силе судьбы», что позволяет (как минимум с конца 1950-х) относить его тенор к категории облегчённых меццо-характерных (итал. lirico-spinto). В 1960-е и 1970-е годы Бергонци пел в крупнейших оперных театрах мира, активно записывался и давал многочисленные концерты, на равных конкурируя с самим Джузеппе Ди Стефано. 
В 1980-е годы из-за возрастных проблем с голосом выступал не так часто, как прежде. Среди ролей позднего периода примечательна партия Эдгара в «Лючии ди Ламмермур» на сцене Венской оперы (1988). В продолжение 1990-х годов многократно давал «прощальные» концерты, а в 2000 году неудачно пытался исполнить на нью-йоркской сцене главную роль в «Отелло». После этого посвятил себя педагогической деятельности, давал мастер-классы для молодых вокалистов.

## Признание
- Премия журнала Gramophone за жизненные достижения (Gramophone’s Lifetime Achievement Award, 2000);
- премия Ассоциации друзей Верди (1972);
- кавалер и командор Большого креста Итальянской Республики;
- почётный гражданин городов Буссето, Парма и Бордигера.